# Amina Al Rustamani

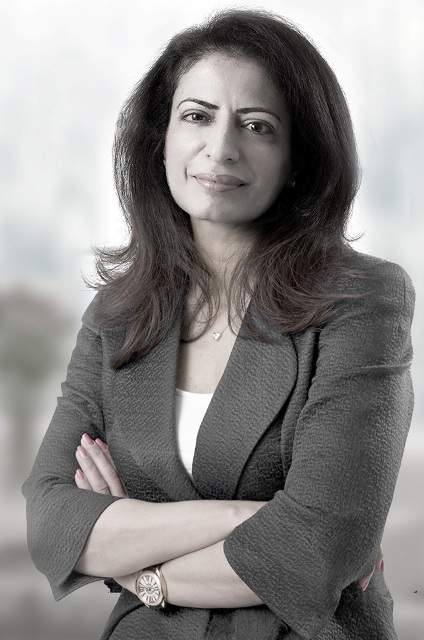
Amina Al Rustamani (2015)

Amina Al Rustamani (arabisch أمينة الرستماني, DMG Amīna ar-Rustamānī) ist eine Managerin aus den Vereinigten Arabischen Emiraten. Sie war bis Februar 2018 Group CEO der TECOM Group, einer Firmen- und Investmentgruppe mit 86.000 Mitarbeitern im Emirat Dubai und zählte wiederholt zu den zehn einflussreichsten Frauen der arabischen Welt.
Rustamani studierte Elektrotechnik an der George Washington University in Washington, D.C., wo sie 1993 ihren Bachelor- und 1996 ihren Master- bzw. Ingenieursabschluss erhielt. Im Jahr 2001 wurde sie promoviert und trat anschließend bei TECOM Investments (heute TECOM Group) ein.